# Leptotarsus holochlorus
Leptotarsus holochlorus är en tvåvingeart. Leptotarsus holochlorus ingår i släktet Leptotarsus och familjen storharkrankar.

## Underarter
Arten delas in i följande underarter:
- L. h. angustior
- L. h. holochlorus